# Amnesi
Amnesi er tab af hukommelse af kortere eller længere perioder. Dette hukommelsestab kan være forbigående eller bestandigt, og kan opstå ved for eksempel sygdomme, slag mod hovedet eller misbrug af stoffer og alkohol. 
Amnesi er også et meget brugt plot i sæbeoperaer, hvor tilstanden bliver brugt til at bringe nyt liv til en historie der måske er blevet kedelig.
| symptomer | Spire Denne artikel om symptomer er en spire som bør udbygges. Du er velkommen til at hjælpe Wikipedia ved at udvide den. |